# HK Express
Hong Kong Express Airways Limited (香港快運航空有限公司S), meglio nota come Hong Kong Express e HK Express (anche stilizzata HKexpress), è una compagnia aerea a basso costo di Hong Kong di proprietà di Cathay Pacific. Fornisce servizi aerei di linea diretti in 24 località asiatiche di Cambogia, Cina, Giappone, Corea del Sud, Isole Marianne Settentrionali, Taiwan, Thailandia e Vietnam. La sede principale della HK Express si trova presso l'Aeroporto Internazionale di Hong Kong.

## Storia

### I primi anni
Hong Kong Express è stata fondata il 10 marzo del 2004 dal miliardario e imprenditore Stanley Ho, azionista di numerosi casinò a Macao. Si trattava della quarta compagnia aerea passeggeri fondata nella storia ad Hong Kong, dopo Cathay Pacific, Dragonair e Hong Kong Airlines. Poche settimane dopo aver ottenuto il proprio certificato di operatore aereo, nel luglio del 2005 la compagnia ha ricevuto i suoi primi aerei in leasing, degli Embraer E170, divenendo il cliente di lancio in Asia del modello.
Dopo una breve parentesi come operatore indipendente, nell'agosto 2006 il 45% di Hong Kong Express è stato acquistato dall'HNA Group, in cerca di un modo per espandersi sul mercato internazionale. Nei mesi successivi la rete dei collegamenti è stata ampliata, con numerose nuove rotte verso la Cina, nonché nuovi e più capienti Boeing 737-800 al posto degli Embraer. Gli aerei hanno anche ricevuto una nuova livrea, uguale a quella della compagnia madre Hainan Airlines.

### Sviluppi recenti
Il 26 giugno 2013 la compagnia ha annunciato la trasformazione in un operatore low cost, unito al cambio di nome in HK Express e ad una nuova livrea. In aggiunta, la compagnia ha ordinato numerosi Airbus A320 e A321 per sostituire i Boeing 737. Nel 2016 ha partecipato alla fondazione di una nuova alleanza con altre compagnie cinesi, chiamata U-FLY Alliance.
Il 27 marzo 2019, Cathay Pacific ha annunciato un accordo per acquistare la compagnia entro l'anno, pagando 2,25 miliardi di HK$ (circa 287 milioni di $) per le quote e altri 2,68 miliardi di HK$ per rimborsare i debiti accumulati. Di conseguenza, HK Express è uscita dall'HNA Group e dalla U-FLY Alliance. Cathay Pacific ha annunciato che la compagnia avrebbe continuato le proprie operazioni con un'identità autonoma, senza essere interamente assorbita.

## Identità aziendale

### Livrea
Nel corso degli anni, HK Express ha modificato più volte la propria identità visiva, come conseguenza dei numerosi passaggi di proprietà. Alla fondazione nel 2004 gli aerei erano caratterizzati da un logo composto dalla scritta EXPRESS in azzurro con un dettaglio della X in giallo. Dal 2006 la compagnia ha adottato la stessa livrea gialla e rossa che contraddistingue il resto del gruppo Hainan. Nel 2013, con il passaggio alle operazioni a basso costo, è stata lanciata una nuova livrea in prevalenza viola, con la coda degli aeromobili che riportava le sagome stilizzate dei grattacieli di Hong Kong. Questa colorazione è stata adoperata fino al 2023, quando al suo posto è stata scelta una livrea più minimalista: l'impennaggio degli aerei è oggi interamente viola, con una e in corsivo di colore bianco.

## Destinazioni
A febbraio 2025, HK Express raggiunge 30 destinazioni in Asia, tutte servite dal proprio hub di Hong Kong.

### Alleanze
Al 2025 HK Express non fa parte di nessun'alleanza. Dal 2016 al 2019 è stata nella U-FLY Alliance, di cui è uno dei membri fondatori insieme a Lucky Air, Urumqi Air e West Air.

## Flotta

### Flotta attuale

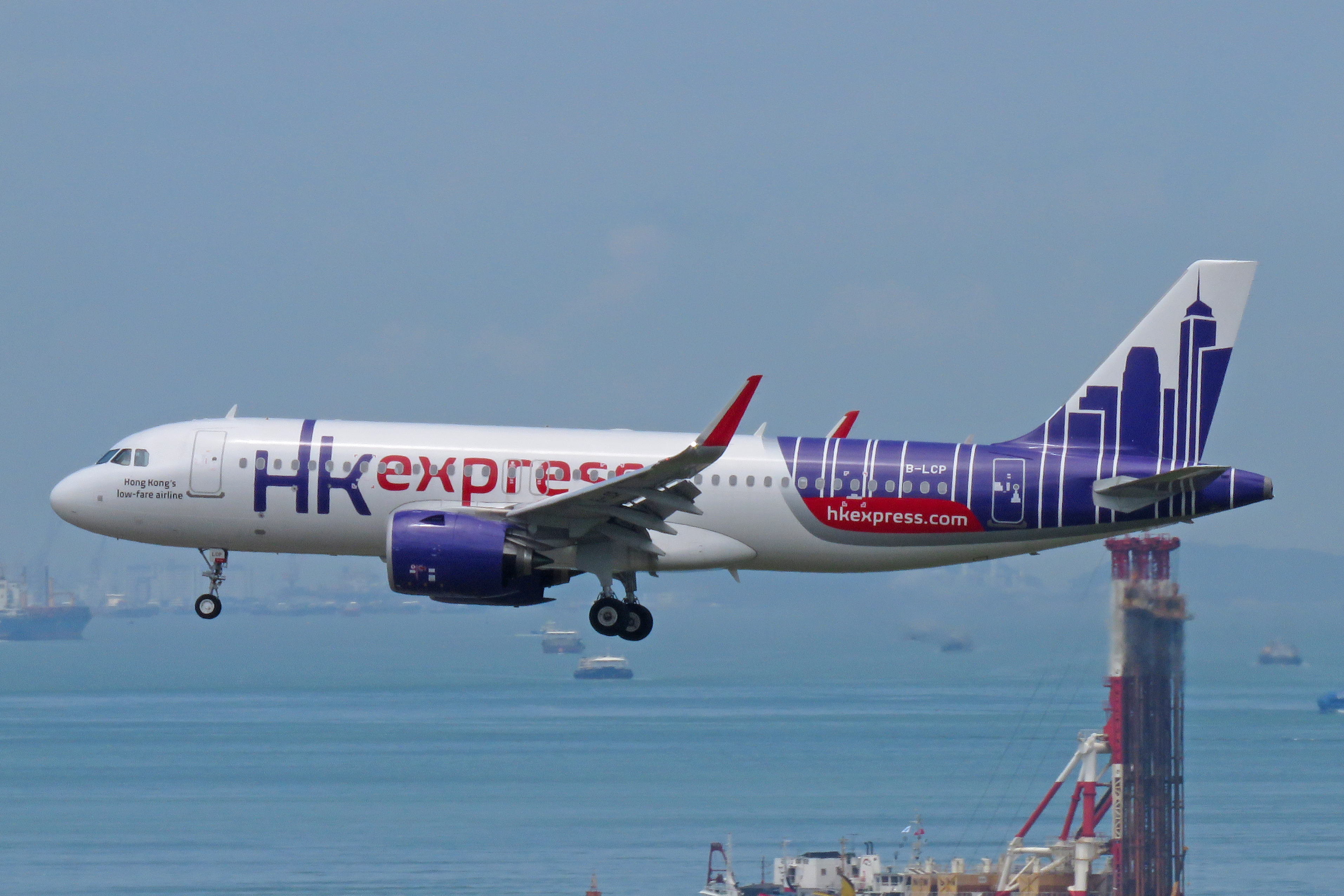
Un Airbus A320neo nella livrea del 2013.

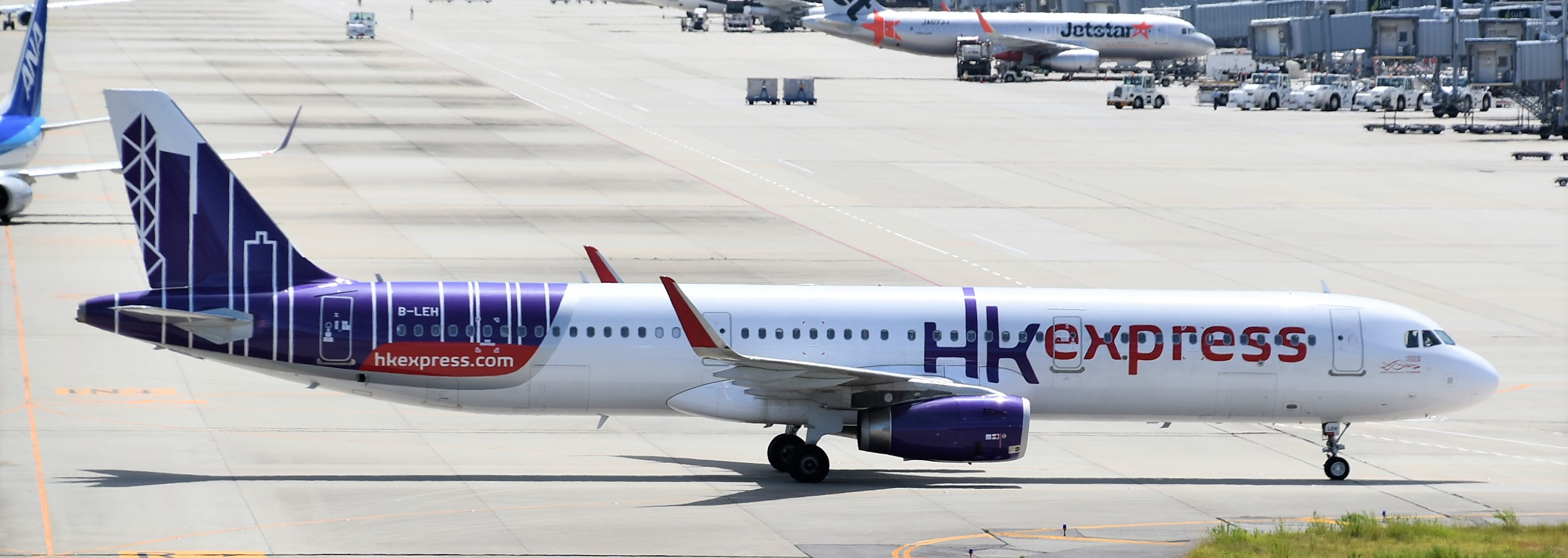
Un Airbus A321 nella livrea del 2013.

A febbraio 2025 la flotta di HK Express è così composta:

### Flotta storica

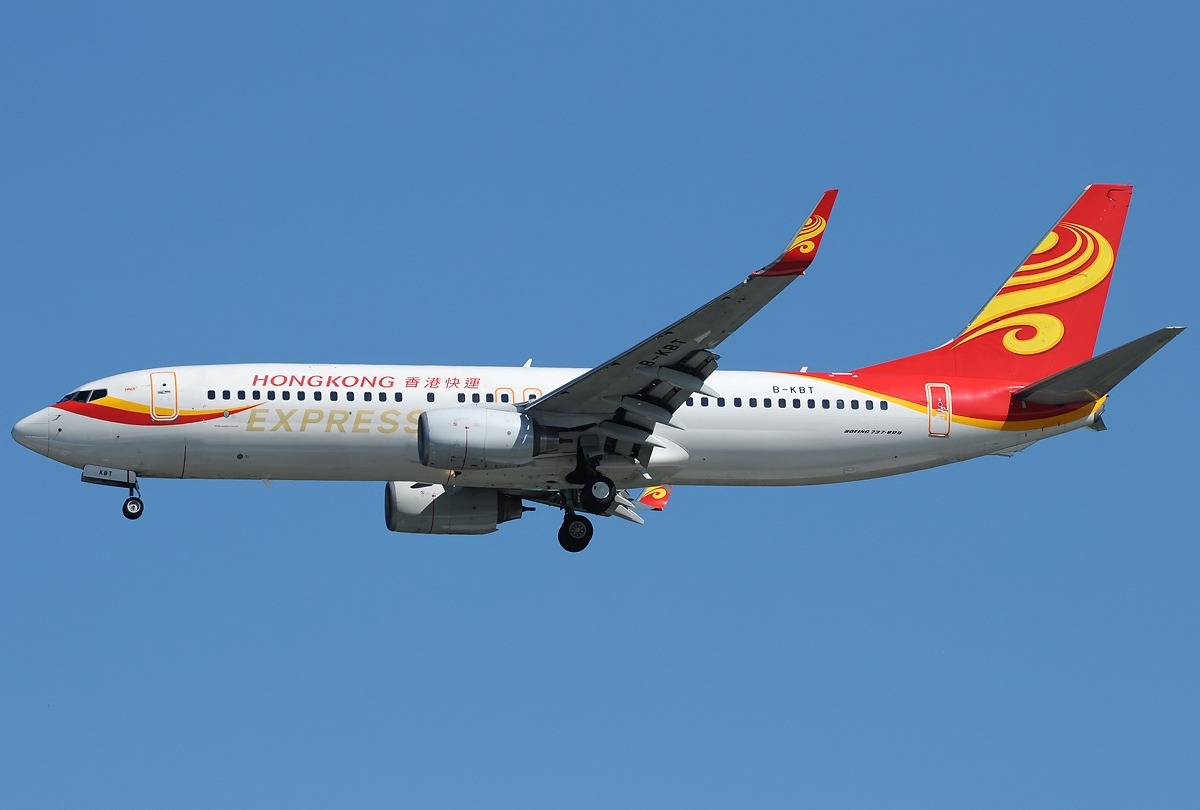
Un Boeing 737-800 nella livrea del 2006.

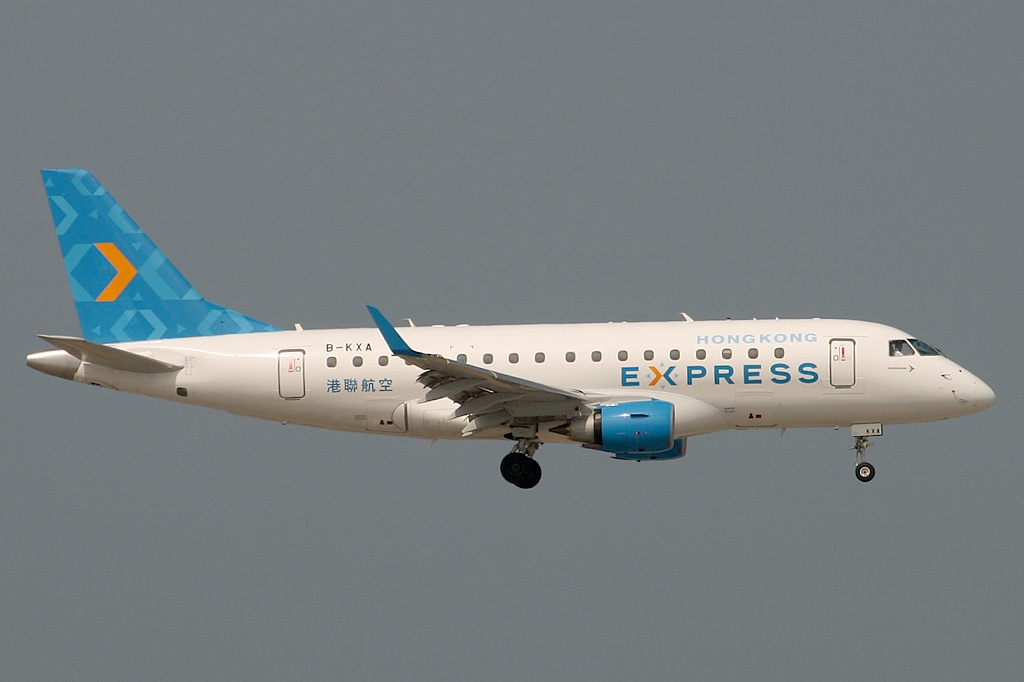
Un Embraer E170 nella livrea originale.

Nel corso degli anni, HK Express ha operato con i seguenti aeromobili: